# Albany (cantante)
Alba Casas (Gerona, 1997) conocida como Albany es una cantante de trap española de la escena urbana underground. Es conocida como la voz sad del trap español.

## Trayectoria
Aunque nació en Cataluña, creció en Granada escuchando flamenco y copla que le ponía su madre. También ha vivido en Valencia. En 2015, comenzó a subir a  YouTube grabaciones de temas propios como Trap niggareños, realizadas con el micrófono y el ordenador de su hermano. Pisó un escenario por primera vez en una de las fiestas Infierno organizadas por Yung Beef.
Los temas de Albany mezclan tristeza profunda, humor y espontaneidad. Se la ha comparado con Loki, Pedro Ladroga o Kefta Boyz. En 2018, Albany grabó Nadie, un track de tendencia triste producido íntegramente por Drip-133, del sello estadounidense TeamSESH, que en 2019 fue la banda sonora de la película La hija de un ladrón.
Su primer EP Alcohol & Sullivans vio la luz en 2019. Está lleno de melodías emocionales en las que habla de la muerte, la dependencia emocional o el uso de drogas para aliviar el dolor.
Albany está presente en el mixtape La Vendicion Vol. 1, publicado en 2020 por el sello discográfico independiente de música urbana La Vendición Records, que recoge la vanguardia de esta música en ese momento.
Lanzó en 2021, con el sello Labradora integrado solo por mujeres, su segundo disco Se trata de mí compuesto por nueve temas, en el que hay una colaboración con Yung Beef, en Chica Fantasma, y otra con C. Tangana en Bebé. El contenido del disco es variado en cuanto a sonidos. Respecto a las temáticas, alguno de los cortes hablan sobre amor o salud mental.
En 2022, nuevamente una película española, A través de mi ventana, incluyó temas suyos. Estos fueron Sugar mami, Para que no duela y la canción oficial de la película, Te Odio, Te Amo. Ese mismo año publicó su siguiente álbum XXX que supuso un cambio de imagen y un sonido nuevo basado en el rage, el glitch y el hyperpop. En él cuenta con las colaboraciones de Sticky MA, Rojuu o Clutchill. También ese año sacó su siguiente mixtape, Lágrimas De Un G, más experimental, con canciones rítmicas y desenfadadas.
Su música ha subido a los escenarios de varios festivales como el Primavera Sound y Atlantic Fest en 2019, Riverland, Holika o Cala Mijas. Ha realizado colaboraciones internacionales con artistas como DJ Florentino y Jam City en Dime que tu quieres, Tomasa del Real y King Doudou en Ciberluv o con Drip-133 en Nadie. En cuanto a sus colaboraciones nacionales se puede nombrar a Yung Beef con el que grabó Articuno, La Zowi con la que sacó en 2020 Sugar Mami, Kaydy Cain con No Importa o Goa en Para que no duela.
En 2023, fue musa y embajadora de la colección cápsula de Mugler H&M y cantó en el evento de presentación que tuvo lugar en mayo, en Madrid.

## Discografía

### Álbumes
- 2019: Alcohol & Sullivans
- 2021: Se Trata de Mi
- 2022: XXX
- 2022: Lágrimas de un G
- 2025: Estaba escrito

### EPs
- 2017: Sad Volumes I
- 2018: Who Needs People

### Sencillos
- 2018: Nadie
- 2018: Para ti Rata
- 2019: David Civera
- 2019: Cosa Rara
- 2020: Mi Crush
- 2020: Ella No Sabe
- 2020: 2 Am
- 2020: No Importa (con Kaydy Cain, Los del Control)
- 2020: Cyberluv (con King Doudou, Tomasa del Real)
- 2020: SugarMami (con La Zowi)
- 2020: I Can See No Love (con SEHEMYRE)
- 2020: Loyalty
- 2020: Una Loca
- 2020: Volverte a ver
- 2021: No Estoy Bien
- 2021: Final Fantasy love
- 2021: Ya No
- 2021: NO TE QUIERO VER MAL (con Yung Beef)
- 2021: Desfase (con DRED BEY)
- 2021: Xena La Guerrera
- 2021: bb tu me oyes
- 2021: L.U.Z. (con Bon Calso, DRED BEY)
- 2022: Te Odio, Te Amo (banda sonora de A través de mi ventana)
- 2022: Videojuego
- 2022: Pal Pary (con Lizz, Zevra)
- 2022: TOOL
- 2022: Lejos (con Babi)
- 2023: + q ayer (con Zetazen)
- 2023: Mental Illness
- 2023: nieve>novia
- 2024: BEST SELLER (con damnpablo)
- 2024: RIFLE BISEXUAL (con Yung Beef, l0rna, Icy Vedo, yyy891, Somadamantina)
- 2025: BAILANDO EL DEMBOW (con Yung Beef)